# فعالیت تولیدی
فعّالیّت تولیدی، در اصطلاح علم اقتصاد، سلسلهٔ اقداماتی است که بر اساس آن کالاها و خدمات جوامع بشری تهیه می‌شود. حاصل فعالیت‌های تولیدی، محصول تولید نامیده می شود. مهم‌ترین محصولات در جوامع بشری، محصولات کشاورزی، محصولات صنعتی، محصولات معدنی و خدمات نهایی هستند. فعّالیت تولیدی توسط تولیدکنندگان انجام می گیرد.